# Snörskinn
Snörskinn (Corticium boreoroseum) är en svampart som beskrevs av Boidin & Lanq. 1983. Snörskinn ingår i släktet Corticium och familjen Corticiaceae.  Arten är reproducerande i Sverige. Inga underarter finns listade i Catalogue of Life.